# Leopoldo Riu Casanova
Leopoldo Riu Casanova (Xàtiva, 1854 - Castelló de la Plana, 1915) fou un advocat i polític valencià, diputat a les Corts Espanyoles durant la restauració borbònica.

## Biografia
Fill d'un comerciant xativí, es llicencià en dret per la Universitat de València i es doctorà a la Universitat de Madrid el 1880. El 1881 fou nomenat jutge municipal de Xàtiva, el 1883 en fou escollit regidor i el 1886 fou nomenat alcalde accidental. De 1886 a 1894 fou membre de la Diputació de València pel districte de Xàtiva-Albaida dins els files del Partit Liberal Fusionista. A les eleccions generals espanyoles de 1893 fou elegit diputat per Xàtiva. Home de confiança de José Canalejas i Méndez, entre 1898 i 1911 fou governador civil de les províncies de Càceres, Ourense, Alacant, Badajoz, Lugo i Múrcia, i de 1911 a 1913 de la província de Castelló. Després de l'assassinat de Canalejas es retirà gradualment de la política.